# Michèle Beugnet
Michèle Beugnet  (née le 15 avril 1950) est une athlète française, spécialiste des épreuves de sprint.

## Biographie
Sélectionnée à 13 reprises en équipe de France d'athlétisme, elle remporte la médaille d'argent du relais 4 × 1 tour lors des Championnats d'Europe en salle 1972 de Grenoble, associée à Christiane Marlet, Claudine Meire et Nicole Pani. 

### Palmarès
| Date | Compétition                    | Lieu     | Résultat | Épreuve           |
| ---- | ------------------------------ | -------- | -------- | ----------------- |
| 1971 | Jeux méditerranéens            | Izmir    | 3e       | 100 m             |
| 1971 | Jeux méditerranéens            | Izmir    | 2e       | 4 × 100 m         |
| 1972 | Championnats d'Europe en salle | Grenoble | 2e       | Relais 4 × 1 tour |

### Records
| Épreuve | Performance | Lieu | Date |
| ------- | ----------- | ---- | ---- |
| 100 m   | 11 s 7      |      | 1971 |
| 200 m   | 24 s 2      |      | 1970 |